# 1854年大西洋飓风季
1854年大西洋飓风季确认存在五个热带气旋，其中三个曾登陆美国。有气象学家认为9月德克萨斯州加尔维斯敦附近有另一个热带气旋存在，但美国国家飓风中心的大西洋飓风正式数据库没有收录。第一号飓风是本季首场风暴，最早是在6月25日发现。第五号热带风暴是本季最后一个气旋，于10月22日失去踪影，都在大西洋盆地每年绝大多数热带天气活动的时间范围内，不过本季没有任何两场风暴在同一时间共存。由于缺乏数据，有一个热带气旋的完整路径已经无从考证，只能确认风暴曾在某位置经过。
全季五个热带气旋中有三个达到飓风强度，其中一个还成为大型飓风，即在现代萨菲尔-辛普森飓风等级下达到三级或以上标准。第三号飓风的最大持续风速达到每小时205公里，属三级飓风，是本季最强烈的风暴。气旋从乔治亚州和南卡罗莱纳州边界附近登陆，造成大面积破坏并夺走26条人命。第四号飓风袭击德克萨斯州沿海地区，导致四人遇难，损失数额约为两万美元（1854年美元）。第一号飓风也对德克萨斯州构成中等程度破坏。
这年飓风季低迷的活跃程度还经累积气旋能量指数反映出来，数值仅有31。大致来说，气旋能量指数通过飓风强度和持续时间计算，强度越高、持续时间越长的风暴，其指数也相应越高。只有在热带天气系统风速达到或超过每小时63公里（34节）或热带风暴强度时才会计算该指数，并纳入全面的气象公告，并且亚热带气旋的指数不会计入累积数值。

## 风暴

### 第一号飓风
6月25日，路易斯安那州马什岛（Marsh Island）西南偏南方向约390公里海域发现热带风暴。气旋向西移动，约12小时后就增强成飓风。达到风力时速130公里、最低气压982毫巴（百帕，29英寸汞柱）的最高强度后，风暴保持强度，直至协调世界时6月26日中午12点登陆南帕德里岛（South Padre Island）。飓风在陆地上空迅速减弱，约六小时后就弱化成热带风暴。气旋继续向西北偏西移动并进入墨西哥北部上空，最终于6月27日在科阿韦拉州乡间上空逐渐消散。
受气旋影响，德克萨斯州南部沿海地区向北直至加尔维斯敦的风速都达到热带风暴强度。布拉索斯岛（Brazos Island）受到强烈冲击，报导中称气旋为“完美飓风”（perfect hurricane）。许多建筑在狂风中失去屋顶或出现位移。此外，还有一个军需处所有的水槽被毁。德克萨斯州沿海地区出现风暴潮，拉瓦卡港有多座澡堂被水冲走。州内降雨量不高，不过位于现今里奥格兰德城（Rio Grande City）附近的林古尔德堡（Fort Ringgold）达到168毫米，比其他地点都高。

### 第二号热带风暴
8月23日，“奥西奥拉号”（Osceola）和“海弗莱尔”（Highflyer）号船只在北纬33.0°、西经55°，百慕大东北偏东方向约910公里海域遭遇“非常强烈”的大风，所测最大持续风速为每小时110公里，属强烈热带风暴级别。除此以外，这场风暴的行经路线和强度变化信息已不可考。不过，“朝圣者号”（Pilgrim）三桅帆船于8月29日遇到强劲烈风，有可能是这场风暴的温带残留产生。

### 第三号飓风
9月7日，“驯鹿号”（Reindeer）双桅船在巴哈马霍普敦（Hope Town）以东约40公里海域发现飓风，其最大持续风速为每小时205公里，最低气压938毫巴（百帕，27.7英寸汞柱），是本季最强烈的热带气旋。9月8日，风暴向西北方向移动并略有减弱，于晚上20点以风力时速185公里强度从乔治亚州圣凯瑟琳岛（St. Catherines Island）附近登陆。9月9日清晨，气旋减弱成一级飓风，又在数小时后降级成热带风暴。此后，风暴加速向东北移动，并于9月10日从弗吉尼亚海滩附近返回大西洋。气旋重新增强，于9月11日再度成为飓风。风暴之后在快速向东移动期间再度减弱，最终在纽芬兰岛开普雷斯（Cape Race）东南方向约830公里洋面失去踪影。
佛罗里达州的烈风风场向南一直延伸到圣奥古斯丁。乔治亚州沿海地区受到显著影响，其中格林县圣西蒙斯（St. Simons）及其北侧区域灾情尤为严重。约有45公顷水稻被毁，损失的稻谷约有6000蒲式耳。萨凡纳至南卡罗莱纳州查尔斯顿沿海地区“潮水异常高涨”。乔治亚州的哈金森岛（Hutchinson Island）被彻底淹没，萨凡纳东部也有大范围地区被淹。风暴潮令南卡罗莱纳州博福特至乔治敦的大范围沿海地区发生洪灾。狂风造成的破坏基本局限于树木倒塌。不过，查尔斯顿有幢两层高的木质建筑被毁，其他多幢建筑受到轻至中度损伤，主要是屋顶和围栏受到破坏。整场飓风在美国至少夺走26条人命。

### 第四号飓风
9月18日，路易斯安那州卡梅伦西南偏南方向约180公里洋面出现飓风。风暴向西北偏西飘移，风速为每小时165公里，达到二级飓风标准。估计其最低气压为965毫巴（百帕，28.5英寸汞柱）。9月18日晚21点，气旋以最高强度从德克萨斯州自由港（Freeport）附近登陆，于次日清晨减弱成一级飓风。9月19日中午12点，系统进一步弱化成热带风暴，然后在回转向东北方向前进期间于9月20日在德克萨斯州东部上空消散。
根据“路易斯安那号”（Louisiana）汽船的观测报告，风暴以“无与伦比的强度”吹袭马塔哥达（Matagorda），当地几乎所有建筑和船只都毁于一旦。加尔维斯顿附近也有多艘船只倾覆，其中包括“尼克·希尔号”（Nick Hill）和“凯特·沃德号”（Kate Ward）。加尔维斯顿出现高达2.4米的风暴潮，导致城内大量商户、企业和房屋受到严重破坏，当地的棉花和甘蔗作物全部被毁。气旋至少造成四人遇难，风暴过后的黄热病疫情爆发又致使更多人员丧生，经济损失总额约为两万美元。

### 第五号热带风暴
10月20日，有艘三桅帆船在波多黎各圣胡安西北偏北约740公里洋面发现热带风暴。气旋在北上的同时缓慢增强，于10月21日达到风力时速110公里的最高强度，然后开始回转向东北方向前进。10月22日清晨，风暴从百慕大附近经过，但岛上没有受到影响。数小时后，气旋在百慕大东北偏东约585公里海域失去踪影。